# Len Capewell
Leonard King "Len" Capewell (08 de junho de 1895 - Setembro 1978) foi um jogador profissional de futebol Inglês, cuja posição de jogo era atacante. Capewell é mais conhecido por seu tempo com o Aston Villa, onde fez 156 jogos marcando 100 gols.